# Jaunpur
Jaunpur es una ciudad ubicada en el este del estado indio de Uttar Pradesh, en el norte del país, a orillas del río Gomti. 
Se encuentra algunos kilómetros al norte del río Ganges y al noroeste de la ciudad sagrada de Benarés. En 2011 contaba con una población de 180362 habitantes.

## Historia
Jaunpur fue fundada en 1359 por el sultán de Delhi Firuz Shah Tughlaq y en 1393 se independizó de Delhi, creando el sultanato de Jaunpur.
El sultanato de Jaunpur tuvo su mayor importancia bajo el mandato de Shams-ud-din Ibrahim Shah (1402-1440). Por el este, este reino se extendía hasta Bihar y por el oeste hasta Kanauj. Durante el reinado de Husain Shah (1456-1476) las fuerzas militares de este reino eran las más poderosas de toda la India, y Husain intentó conquistar Delhi; pero fracasó en tres intentos. Finalmente el sultanato de Delhi fue capaz de reconquistar el de Jaunpur, lo que ocurrió en 1493, justo cien años después de la independencia.
El sultanato de Jaunpur fue un centro importante para la cultura urdu y sufí.